# Girl (비틀즈의 노래)
〈Girl〉는 존 레논이 쓰고 (레논-매카트니로 표기) 비틀즈가 녹음해 자신들의 1965년도 음반 《Rubber Soul》에 담은 노래다. 〈Girl〉는 음반의 수록곡 중 가장 마지막으로 녹음이 완료된 노래다.

## 역사
〈Girl〉는 비틀즈의 가장 우울하고 복잡한 노래 중 하나다. 노래의 악기 연주는 그리스 음악의 특징과도 비슷한데 이러한 특징은 〈And I Love Her〉, 〈Michelle〉에도 적용되어 있다. 레논과 조지 해리슨이 기본 트랙에서 통기타를 연주했고, 해리슨이 프로듀서 조지 마틴에게 받은 부주키를 오버더빙해 덧입였다. 브리지의 백업에서 레논이 반복구를 부를 때 매카트니와 해리슨은 음절을 위해 보컬 퍼커선을 노래했는데, 이들은 "dit-dit-dit-dit"을 부르기로 되어 있었지만 대신 농담삼아 "tit-tit-tit-tit"을 불렀다. 후렴에 있는 깊은 숨은 마리화나 흡입에 대한 상징을 나타낸다는 루머가 퍼진 적이 있었다.
폴 매카트니는 가사에서 자신의 기여는 "Was she told when she was young that pain would lead to pleasure"와 "That a man must break his back to earn his day of leisure."라고 주장한다. 하지만 레논은 1970년에 있던 《롤링 스톤》 인터뷰에서 자신이 "당시에 반대하던" 기독교에 대한 발언으로 썼다고 설명했다. 레논은 이렇게 말한다. "저는 기독교에 대해 말하고 있었어요. 뭐냐면 천국에 가기 위해서는 그 고문을 당해야 한다는 것 말이에요. ... 고문을 당하면 전 나아지겠죠. 일부 사실인 점도 있지만 마냥 그들의 설명대로는 아니에요. 무언가를 성취하기 위해선 고문을 당해야 한다는 것, 그런 건 믿지 않고 있어요."
매카트니는 노래의 백 보컬이 비치 보이스에 대한 영향임을 밝혔다. "비치 보이스는 'la la la'를 부를 때면 음을 이탈하곤 하는데 저희는 그런 천진함이 마음에 들었고 이를 모방하고 싶었어요. 하지만 같은 절을 쓰지는 않았죠." 레논은 가사의 환상의 소녀는 자신이 평생을 들여 찾아온 전형이며, 결국에는 오노 요코에서 그녀를 찾았다고 말했다. 1980년 《롤링 스톤》 인터뷰에서 〈Woman〉에 대해 설명하면서 레논은 이 곡을 언급했다. "비틀즈의 트랙을 환기시키는데, 그런 식의 사운드를 쓰고 싶진 않았어요. 이 곡은 오래 전에 썼던 'Girl'과 같은 맥락이죠. 따라서 이 곡은 'Girl'의 성장한 버전입니다."
1977년 11월, 캐피틀 레코드는 미국에서 〈You're Going to Lose That Girl〉을 뒷면에 실은 형태로 〈Girl〉을 미국에서 싱글 (Capitol 4506) 출시를 계획하고 있었다. 노래를 실은 비틀즈 컴필레이션 음반 《Love Songs》과 동시에 출시할 예정이었으나, 싱글을 결국 취소되었다.

## 참여 인원
- 존 레논 – 리드 보컬, 어쿠스틱 기타
- 폴 매카트니 – 백킹 보컬, 베이스 기타
- 조지 해리슨 – 백킹 보컬, 리드 어쿠스틱 기타, 12현 기타
- 링고 스타 – 드럼

이언 맥도널드 제공.

## 참고 문헌
- Cott, Jonathan (1980년 12월 5일). “Rolling Stone Interview with John Lennon”. Rolling Stone. 2006년 10월 27일에 확인함.
- Hertsgaard, Mark (1995). 《A Day in the Life: The Music and Artistry of The Beatles》. New York: Delacorte Press. ISBN 0-385-31377-2.
- Lewisohn, Mark (1988). 《The Beatles Recording Sessions》. New York: Harmony Books. ISBN 0-517-57066-1.
- MacDonald, Ian (2005). 《Revolution in the Head: The Beatles' Records and the Sixties》 Seco Revis판. London: Pimlico (Rand). ISBN 1-84413-828-3.
- Miles, Barry (1997). 《Paul McCartney: Many Years From Now》. New York: Henry Holt & Company. ISBN 0-8050-5249-6.
- Roberts, David (2006). 《British Hit Singles & Albums》 19판. London: Guinness World Records Limited. ISBN 1-904994-10-5.
- Sheff, David (2000). 《All We Are Saying: The Last Major Interview with John Lennon and Yoko Ono》. New York: St. Martin's Press. ISBN 0-312-25464-4.
- Cross, Craig (2005). 《The Beatles: Day-by-day, Song-by-song, Record-by-record》. ISBN 0-595-34663-4.
- Unterberger, Richie (2009). [(영어) https://www.allmusic.com/song/t819438 “Girl”] |url= 값 확인 필요 (도움말). 《Allmusic》. 2009년 6월 15일에 확인함.